# Palpimanus simoni
Palpimanus simoni là một loài nhện trong họ Palpimanidae. Loài này được phát hiện ở Syria, Liban en Israel.